# Olivpapagei
Der Olivpapagei (Psittacella modesta) ist eine Vogelart aus der Gattung der Bindensittiche. Die Art kommt endemisch auf der Insel Neuguinea vor.

## Merkmale
Der Olivpapagei ist mit ca. 14 cm und einem Gewicht von 42 bis 43 g deutlich kleiner als der ähnliche Brehmpapagei. Männchen und Weibchen zeigen ein unterschiedlich gefärbtes Gefieder (Geschlechtsdimorphismus), die Jungvögel ähneln den Weibchen. Das Männchen hat einen grauen Schnabel, der Kopf ist dunkelbraun, aber im Gegensatz zum Brehmpapagei fehlt der gelbe Streifen an der Seite. Der Nacken ist braun-schwarz gebändert, Rücken, Flügel und Schwanzoberseite sind grün, Schwanzunterseite grau. Die Brust ist braun-orange, der Bauch hellgrün.
Der Hauptunterschied beim Gefieder des Weibchens ist die schwarz-braun-gelbe Bänderung von Brust und Bauch.

## Habitat
Zu seinem Lebensraum zählen tropische Gebirgswälder und Gebüschzonen auf einer Höhenstufe von 1700 bis 2800 m, bei Überlappungen des Lebensraumes mit dem Madaraszpapagei besetzt der Olivpapagei bevorzugt die höhergelegene Stufe.

## Ernährung
Er frisst Früchte, Samen, Beeren, Knospen und Blätter.

## Unterarten
Es werden folgende Unterarten unterteilt:
- P. m. collaris Ogilvie-Grant, 1914
- P. m. modesta Schlegel, 1871

P. m. subcollaris Rand, 1941 wird heute als Synonym zu P. m. collaris betrachtet.